# Dent de Gargantua (Saint-Suliac)

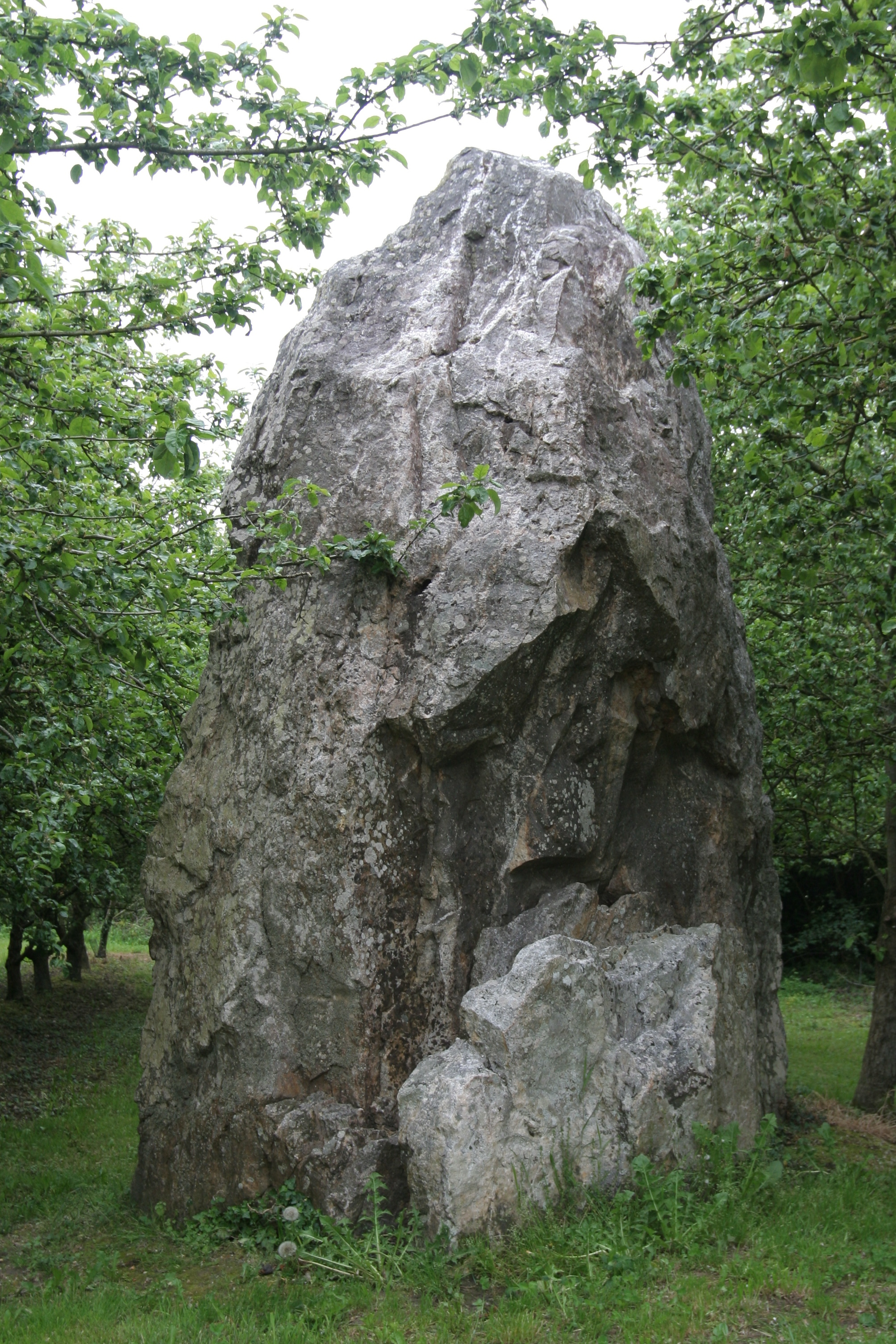
Dent de Gargantua

Der Menhir Dent de Gargantua (auch Chablé Menhir – deutsch Zahn von Gargantua  genannt) ist ein weißer Quarzmenhir an einem Obstgarten in der Nähe von Chablé, südöstlich von Saint-Suliac, nahe der Rance-Mündung, südlich von Saint-Malo im Département Ille-et-Vilaine in der Bretagne in Frankreich. 
Der fast 5,0 Meter hohe, obeliskartige Menhir hat eine Breite von etwa 3,0 m und eine Dicke von 2,0 m. Der 1889 als Monument historique eingestufte Menhir steht nahe der Straße, aber es ist nicht einfach, ihn in der Vegetation, die ihn umgibt, zu erkennen. Früher gab es in der Nähe eine Allée couverte, die vom Bauern zerstört wurde, sowie einen weiteren Menhir, der „Le Gravier de Gargantua“ hieß.
Gargantua ist der Name eines mythischen Riesen, den François Rabelais (1483–1553) in seinem Romanzyklus Gargantua und Pantagruel im 16. Jahrhundert bekannt machte.
Der Menhir de la Vacherie wird auch „Molaire de Gargantua“ (Backenzahn von Gargantua) genannt.